# Optimist (Schiff)
Die Optimist ist eine als Bermuda-Slup getakelte 37-Fuß-Segelyacht (11,42 m), die von dem US-amerikanischen Yachtkonstrukteur Dick Carter als Eintonner für den One-Ton-Cup im Jahr 1967 im Ärmelkanal vor Le Havre konstruiert wurde, den sie auch gewann.

## Entstehung
Der designierte Steuermann und Bremer Segelmacher Hans Beilken der Yacht Optimist überzeugte den Münchner Architekten Georg Köhler bei Dick Carter einen Entwurf für einen neuen Eintonner zu ordern.
Doch der eigenwillige Carter entwirft nicht für jeden Auftraggeber und sucht sich seine Kunden genau aus. So lernte er vor der Freigabe seiner Konstruktion für den Eintonner Optimist den Skipper Beilken in Bremen kennen.
Eigner Köhler ließ die Yacht bei der Bootswerft Abeking & Rasmussen (A&S) in Lemwerder bei Bremen mit der Baunummer 6288 in Stahl bauen. Carter hatte durch seine Siege im Jahr 1965 im Fastnet Race mit der von ihm entworfenen und selbst gesteuerten Yacht Rabbit (US-2198) und 1966 mit dem Gewinn des One-Ton-Cups in Kopenhagen durch seine von ihm entworfenen und gesteuerten Yacht Tina (US-2270) auf sich aufmerksam gemacht. Er wurde Erster in einem Feld von 24 Teilnehmern. Carter hatte, was Segler „ein Auge für Boote“ nennen – ein intuitives Verständnis dafür, warum manche Boote schneller und besser segeln als andere, und die Fähigkeit, dieses Verständnis in neue Rumpfdesigns und Takelagedetails umzusetzen.

## Konstruktion
Für die Konstruktion der Optimist hatte Carter den Entwurf der Tina weiter entwickelt. Die wichtigste Änderung war die Modifikation des Spatenruders, das bei den Entwürfen der Yachten Rabbit und Tina bei normalem Wind sehr gut funktioniert hatte. Doch wenn raume Kurse, bei starkem Wind, hohem Seegang und hohen Geschwindigkeiten unter Spinnaker gesegelt wurden, gab es Probleme. Ein heftiger Ruderausschlag konnte ein Abreißen der Wasserströmung bewirken, sodass die Ruderwirkung nicht optimal war und das Boot überraschend in den Wind schießen konnte. Als Lösung wurde ein Skeg an der Vorderkante des Ruders montiert, damit das Ruder besser angeströmt wurde und unter extremen Bedingungen besser wirken konnte. Diese Konstruktionsänderung erwies sich als sehr erfolgreich.
Die Yacht Optimist hat wie die Tina sehr runde Querspantenschnitte. Die größte Spantenbreite liegt hinter der Bootsmitte. Der Schiffsrumpf hat fast die Form einer Jolle. Der Kiel besteht aus einer tiefen Flosse mit einem Trimmklappe. Das Boot hat ein getrenntes Ruder und der flache Lateralplan ist auf ein Minimum geschrumpft. Das Segelkleid besteht aus einem kleinen, schmalen Großsegel mit überlappenden Vorsegeln.

## Erfolge beim One-Ton-Cup
Optimist hatte eine Vermessung als Eintonner wie Tina mit 22 Fuß nach RORC bzw. 27,5 Fuß nach IOR und konnte so vergütungslos gegen die anderen Eintonner beim One-Ton-Cup segeln, obwohl sie eine Gesamtlänge über alles von 37 Fuß hatte.
Die Yacht Optimist gewann mit dem Steuermann Hans Beilken und Crew den One-Ton-Cup bei ihrem Debüt 1967 vor Le Havre und zum zweiten Mal ein Jahr später 1968 vor Helgoland. Im Jahr 1967 dominierte sie die Flotte der 21 Eintonner mit den Einzelplatzierungen (4-1-1-1). Bei ihrem zweiten Sieg zeigte sie eine noch deutlichere Dominanz mit der Serie (1-2-1-1-1) bei 22 Teilnehmern. Neben Hans Beilken war auch sein Bruder Berend Beilken bei beiden Siegen Teil der Optimist-Crew. Beide hatten von ihrem Vater Friedrich Beilken die Segelmacherei Beilken in Bremen geerbt. Sie hatten als Jugendliche in verschiedenen Jollenklassen gesegelt und übertrugen ihre Erfahrungen aus den extrem intensiven Rennen im Flying Dutchman auf das Kielboot Optimist. Das gefiel Carter sehr gut, der den gleichen Weg in seinem Segelleben gegangen war. Er belegte als Steuermann mit seiner Yacht Tina den zweiten Platz hinter Optimist. Trotz seiner Enttäuschung war er froh, dass sein neuester modifizierter Entwurf sich durchgesetzt hatte.

## Sydney-Hobart-Regatta
Die Yacht Optimist nahm im Jahr 1968 mit der Crew Hans Beilken, Georg Köhler, H. Klahr, H. Schaedla, R. Miller und R. Bull an der Sydney-Hobart-Regatta teil und erreichte Platz 39 in ihrer Klasse von 65 Teilnehmern in der Gesamtzeit von 5 Tagen, 23 Stunden und 24 Minuten.

## Verbleib
Im Jahr 1970 wurde Optimist an den portugiesischen Geschäftsmann J.G. Pinto verkauft, mit dem sie in den folgenden zwei Jahrzehnten zahlreiche weitere Trophäen bei mehreren Regatten gewann. Heute segelt die Yacht unter dem Namen Optimista unter portugiesischer Flagge mit dem Heimathafen Horta, Faial, Azoren und steht nach einer Restauration (2019–2022) zum Verkauf.